# Hypatopa semela
Hypatopa semela  (лат.) — вид мелких молевидных бабочек рода Hypatopa из семейства сумрачные моли (Blastobasidae, Gelechioidea). Эндемик Коста-Рики (Центральная Америка). Длина передних крыльев около 8 мм. Окраска передних крыльев палево-коричневая с примесью коричневых чешуек; скапус усика покрыт палево-коричневыми чешуйками (с беловатыми вершинами);задние крылья и хоботок палево-коричневые; жгутик усика серый. Обладает сходством с видом Hypatopa phoebe отличаясь от него деталями строения гениталий. Вид был впервые описан в 2013 году американским лепидоптерологом Дэвидом Адамски (David Adamski, Department of Entomology, Национальный музей естественной истории, Смитсоновский институт, Вашингтон). Название вида происходит от латинского слова Semela (Семела, дочь мифического основателя Фив Кадма и Гармонии, мать Диониса, которого она зачала от самого Зевса).